# Avesta kommun
Avesta kommune ligger i det svenske län Dalarnas län i Dalarna. Kommunens administrationscenter ligger i byen Avesta.
Avesta grænser til kommunerne Hedemora, Hofors, Sandviken, Norberg og Sala.

## Byer og landsbyer i kommunen
Indbyggere pr. 31. december 2005.
| #  | By       | Indbyggere |
| -- | -------- | ---------- |
| 1. | Avesta   | 14 738     |
| 2. | Horndal  | 1 127      |
| 3. | Fors     | 845        |
| 4. | Nordanö  | 435        |
| 5. | Näs bruk | 223        |